# Nicole Humbert
Nicole Humbert (geb. Rieger; * 5. Februar 1972 in Landau in der Pfalz) ist eine ehemalige deutsche Stabhochspringerin.
Bei den Europameisterschaften 1998 gewann sie die Silbermedaille mit einer Höhe von 4,31 m. Zweimal gelangen ihr Hallenweltrekorde mit Höhen von 4,08 m (1. März 1994, Karlsruhe) und 4,56 m (25. Februar 1999, Stockholm). 
Nicole Humbert gehörte dem Sportverein ASV Landau an. Seit dem Juli 1998 ist sie verheiratet. 2002 beendete sie ihre sportliche Karriere.

## Einsätze bei internationalen Höhepunkten im Einzelnen
- 1997: Hallenweltmeisterschaften: in der Qualifikation ausgeschieden
- 1998: Halleneuropameisterschaften: Platz 5 (4,25 m)
- 1998: Europameisterschaften: Platz 2 (4,31 m)
- 1999: Hallenweltmeisterschaften: Platz 3 (4,35 m)
- 1999: Weltmeisterschaften: Platz 5 (4,40 m)
- 2000: Olympische Spiele: Platz 5 (4,45 m)